# دکه گوشت‌فروشی و خانواده مقدس در حال صدقه دادن
دکه گوشت‌فروشی و خانواده مقدس در حال دادن صدقه (انگلیسی: A Meat Stall with the Holy Family Giving Alms) اثر پیتر ارتسن (۱۵۷۵-۱۵۰۸) است. این نقاشی در سال ۱۵۵۱ میلادی تکمیل شده‌است. این نقاشی بزرگ، یک فروشگاه مربوط به خرده‌دهقانان را که مقدار فراوانی گوشت و غذاهای دیگر در آن هست، به تصویر کشیده. در پس‌زمینه تصویری از ماجرای فرار به مصر از کتاب مقدس نشان داده شده که در آن مریم کنار راه ایستاده و به یک فقیر صدقه می‌دهد. بنابراین، بااین‌که نقاشی در ابتدا یک طبیعت بی‌جان معمولی مربوط به موادغذایی به نظر می‌رسد، در حقیقت معنایی مذهبی و نمادین دارد و استعاره‌ای تصویری را برای توجه دادن به حیات معنوی، مجسم کرده است. ارتسن در دهه ۱۵۵۰ و با تصویر کردن زندگی روزانه به شیوه‌ای ناتورالیستی، برای خودش نامی دست‌وپا کرد.